# Іванковська сільська рада (Цілинний район)
Іва́нковська сільська рада (рос. Иванковский сельский совет) — сільське поселення у складі Цілинного району Курганської області Росії.
Адміністративний центр — село Іванково.
Населення сільського поселення становить 178 осіб (2017; 219 у 2010, 313 у 2002).

## Склад
До складу сільського поселення входять:
| Населений пункт     | Населення, осіб (2002) | Населення, осіб (2010) |
| ------------------- | ---------------------- | ---------------------- |
| Іванково, село      | 282                    | 206                    |
| Козиревка, присілок | 31                     | 13                     |